# Ronny Coutteure

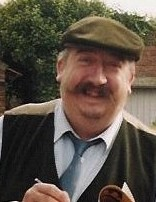
Ronny Coutteure

Ronny Coutteure (Wervik, 2 juli 1951 - Fretin,  21 juni 2000) was een Belgische film- en toneelacteur, regisseur, cineast, tv-presentator, verteller, gastronoom en 'bieroloog'. Die veelzijdigheid blijkt ook uit zijn carrière: onemanshow “De belges histoires”, vertolking van de trouwe metgezel in de Amerikaanse reeks The Young Indiana Jones Chronicles, en talrijke televisiefilms waaronder “Maria Vandamme” en “Le dancing”.
Het overgrote deel van zijn carrière speelde zich af in het Frans of in het Noord-Frans dialect, maar de rol in de Vlaamse film "Blueberry Hill", waar hij de rol van schoolconciërge vertolkt, en zijn hoofdrol in de "Young Indiana Jones" film tonen ook aan dat hij ook in Nederlandstalige en Engelstalige producties goed zijn mannetje kon staan.

## Biografie

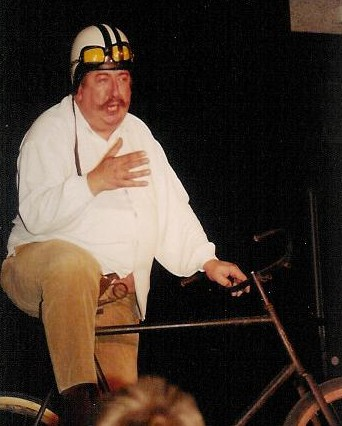
Ronny Coutteure op het podium

Coutteure kreeg zijn passie voor het toneel reeds als kind in Wervik, het Vlaams-Franse grensstadje, waar zijn grootvader cafébaas en verhalenverteller was. Op zijn negende verhuisde hij met zijn ouders naar Tourcoing. Eind jaren 60 viel hij op met een toneelbewerking van het door Jack London geschreven “Martin Eden”. Coutteure stond in 1978 op de planken met zijn creatie “De belges histoires”, die een gunstige pers kreeg op het Festival Off van Avignon. Andere onemanshows volgden, waaronder een conferentie-met-degustatie, “Lof van het bier” (“Bier is geen alcoholische drank maar een cultuur”, beweerde Coutteure altijd). Hij schreef en regisseerde toneelstukken en een musical, “Verhalen van een bierdrinker”.
Vanaf 1979 werd Coutteure ook bekend in televisiefilms als “Le dancing” (prijs van het Festival de télévision de Monte-Carlo), “No man’s land” (prijs voor de beste vertolking op het Humorfestival van Chamrousse), “Minitrip” (bekroond met de Prix Kammans), en “Maria Vandamme” naar de roman van Jacques Duquesne. Hij presenteerde een succesvol programma op FR3, “Ronny coup de cœur”. In 1986 kreeg hij de prijs voor nieuwe televisieauteurs van de "Société des auteurs et compositeurs dramatiques". Hij speelde in de films “Un dimanche de flic”, “V’la l’cinéma”, “Pentimento”, “Le roi de Paris”, evenals in eigen producties zoals “Carnaval” (1987), en stond naast beroemde acteurs als Philippe Noiret, Bruno Cremer en Christine Pascal. In 1991 kreeg hij wereldwijde bekendheid toen George Lucas hem vroeg voor de reeks The Young Indiana Jones Chronicles 
Met zijn echtgenote, de operazangeres Dianne Van Den Eijnden, had hij het café-theater La Ferme des Hirondelles in Fretin.
Coutteure speelde zich vaak in bijrollen op de voorgrond, maar tegelijk leed hij onder het gebrek aan erkenning. Met zijn komische rollen wilde hij het publiek niet alleen vermaken, maar ook zijn genegenheid voor de gewone mensen tot uitdrukking brengen. (“Mensen die lijden waar ook ter wereld zijn een beetje mijn familie”).
Hij pleegde op 48-jarige leeftijd zelfmoord in zijn huis in Fretin. Volgens zijn weduwe was dit voor Coutteure een soort van artiestenuitgang, een manier om "eervol" te vertrekken.

## Filmografie
- 1976: Deux jours à Wandignies van Alain Dhouailly
- 1976: Au bout du compte van Gérard Chouchan
- 1976: Les yeux bleus van François Dupont-Midi- 6-delige televisieserie
- 1978: Les aventures d'Yvon Dikkebusch van Maurice Failevic
- 1979: Le dernier train van Jacques Krier
- 1980: Le Dancing van Jean Louis Colmant
- 1981: Minitrip van Pierre Joassin
- 1981: Julien Fontanes, magistrat-épisode: Le soulier d'or van François Dupont-Midi
- 1982: Merci Bernard van Jean-Michel Ribes - tv-uitzending
- 1982: Hiver 60 van Thierry Michel
- 1983: Un Dimanche de flic van Michel Vianey
- 1983: Zig-Zag Story (Et la tendresse ? Bordel ! nº2) van Patrick Schulmann
- 1984: L'Appartement van Dominique Giuliani
- 1984: L'Instit van Gérard Gozlan
- 1986: Gros cœurs van Pierre Joassin
- 1987: Mort aux ténors van Serge Moati
- 1987: Carnaval van Ronny Coutteure
- 1988: Palace, ça c'est Palace van Jean-Michel Ribes- tv-uitzending
- 1989: Pentimento van Tonie Marshall
- 1989: Blueberry Hill van Robbe De Hert
- 1991: The Young Indiana Jones Chronicles I van George Lucas (USA)
- 1992: The Young Indiana Jones Chronicles II van George Lucas (USA)
- 1993: La cavale des fous van Marco Pico
- 1994: Le chagrin des Belges van Claude Goretta
- 1994: V'la l'cinéma ou le roman de Charles Pathé van Jacques Rouffio
- 1995: Les Vacances de Maigret van Pierre Joassin
- 1995: Le Roi de Paris van Dominique Maillet
- 1996: Baloche van Dominique Baron
- 1997: Arlette van Claude Zidi
- 1998: Louise et les marchés van Marc Rivière
- 1999: Les Enfants du Printemps van Marco Pico
- 2000: Marion et son tuteur van Jean Larragia
- 2000: Thérèse et Léon van Claude Goretta

## Tv en radio-presentaties
- 1998: Écouteuses, écouteurs, écoutez dagelijkse radiokroniek op Fréquence Nord
- 1998/2000: Ronny coup de coeur culinair-savoir-vivre televisieprogramma door Ronny gepresenteerd op France 3 Nord-Pas de Calais-Picardie

## Onemanshows
- 1972: Masques de Jeux
- 1978: Belges Histoires
- 1981: L'échappé Belge
- 1984: Mince Alors
- 1993: Eloge de la Bière
- 1996: L'entrée du Christ à Tourcoing

## Boeken
- 1981: De Belges histoires
- 1992: D'amoureuses histoires éditions Miroirs
- 1997: Le temps de la bière éditions la Voix du Nord

## Discografie
- 19??: Eul' bibine à Fredo - 45 tours
- 1981: Ils sont fous ces français - 33 tours
- 1983: Il y a du soleil à Lille - 45 tours
- 1984: Le roi du smurf - 45 tours - Label: LPJ
- 1989: Pietje Lamelut et autres histoires - audiocassette
- 1994: Contes d'un buveur de bière van Charles Deulin - cd - geproduceerd door Jacques Bonnaffé/Gorgone Productions.